# توم دوكز
توم دوكز (بالإنجليزية: Tom Dukes)‏ هو لاعب كرة قاعدة أمريكي، ولد في 31 أغسطس 1942 في نوكسفيل في الولايات المتحدة.

## وصلات خارجية
- توم دوكز على موقعبيزبول رفرنس.كوم (الدوري الرئيسي) (الإنجليزية)
- توم دوكز على موقعبيزبول رفرنس.كوم (الدوري الثانوي) (الإنجليزية)
- توم دوكز على موقع مشجعي الرسوم البيانية (الإنجليزية)